# Energhetic Dubăsari
El Energhetic Dubăsari fue un equipo de fútbol de Moldavia que jugó en la División Nacional de Moldavia, la primera división de fútbol en el país.

## Historia
Fue fundado en el año 1996 en la ciudad de Dubasari en Transnistria como el club representante de la compañía eléctrica local. En su primer año de existencia logra ganar el campeonato de Transnitria, lo que le dio el derecho de jugar en la Divizia A en la temporada 1997/98, donde perdió en la ronda de ascenso.
En la siguiente temporada finaliza en tercer lugar de la segunda categoría, pero como delante de ellos estuvieron el FC Sheriff-2 Tiraspol y el FC Zimbru-2 Chisinau, ambos equipos filiales y no elegibles para ascender a la primera división, obtiene el ascenso a la División Nacional de Moldavia por primera vez.
Su primera temporada en primera división también fue de despedida al terminar en último lugar donde solo ganó dos partidos de 36 que jugó y solo hizo ocho puntos en la temporada.
Las siguientes seis temporadas estuvo en la Divizia A en las posiciones de mitad de tabla hacia abajo, hasta desaparecer al finalizar la temporada 2006/07.

## Palmarés
- Campeonato de Transnitria: 1

1996/97